# Zygmunt Filipowicz (1907–1984)
Zygmunt Filipowicz (ur. 17 listopada 1907 w Warcie, zm. 6 kwietnia 1984) – polski ekonomista i działacz katolicki, wykładowca uniwersytecki, poseł na Sejm PRL III, IV, V i VI kadencji (1961–1976).

## Życiorys

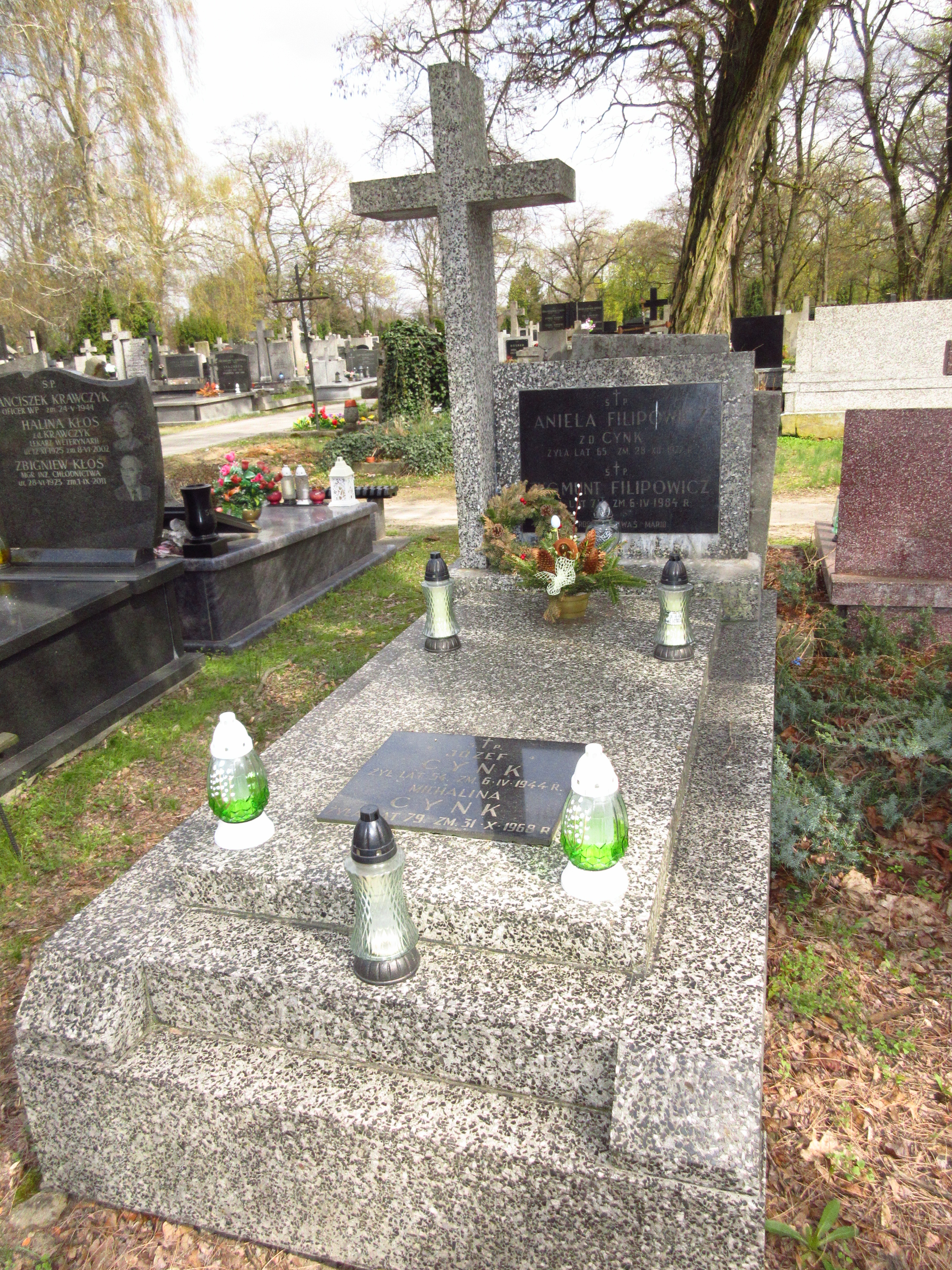
Grób Zygmunta Filipowicza na cmentarzu Bródnowskim

Urodził się w Wielkopolsce w rodzinie murarza. Ukończył szkołę średnią w Krotoszynie oraz studia w Szkole Głównej Handlowej. W 1939 obronił doktorat na temat roli turystyki w życiu gospodarczym kraju. W latach 1928–1939 zatrudniony w Ministerstwie Robót Publicznych oraz Komunikacji. W okresie okupacji pracował jako księgowy. W 1942 znalazł się wśród założycieli nielegalnego Polskiego Towarzystwa Ekonomicznego, w którym działał również po II wojnie światowej (od 1949 jako sekretarz generalny).
Od 1947 zatrudniony w administracji państwowej, m.in. jako wicedyrektor Departamentu Polityki Budowlanej Ministerstwa Odbudowy, dyrektor Biura Turystyki Ministerstwa Komunikacji oraz wiceprzewodniczący Komitetu ds. Turystyki. W 1954 rozpoczął pracę wykładowcy Szkoły Głównej Planowania i Statystyki (wykładał ekonomikę transportu i turystyki). Pełnił obowiązki prodziekana Wydziału Handlu Zagranicznego Szkoły Służby Zagranicznej i SGPiS (1952–1958). Od 1962 kierował Katedrą Turystyki Akademii Wychowania Fizycznego, był również członkiem Senatu uczelni.
W 1947 po raz pierwszy kandydował do Sejmu jako przedstawiciel katolików. W 1957 znalazł się wśród założycieli Chrześcijańskiego Stowarzyszenia Społecznego, został jego sekretarzem generalnym, wiceprzewodniczącym (1963–1968) oraz przewodniczącym (od 1968). Był radnym Rady Narodowej miasta stołecznego Warszawy (1958–1965). W 1961 po raz pierwszy rekomendowany do Sejmu z okręgu Zielona Góra, reelekcję uzyskiwał w latach 1965, 1969 i 1972 (w ostatnim przypadku z okręgu Tuchola). Był członkiem Komisji Planu Gospodarczego, Budżetu i Finansów, Zdrowia i Kultury Fizycznej (III kadencja), Spraw Wewnętrznych, Zdrowia i Kultury Fizycznej (IV i V kadencja), Spraw Wewnętrznych i Wymiaru Sprawiedliwości oraz Zdrowia i Kultury Fizycznej (VI kadencja). W latach 1971–1983 członek prezydium Ogólnopolskiego Komitetu Frontu Jedności Narodu.
Pochowany na cmentarzu Bródnowskim (kwatera 56A-II-18).

## Odznaczenia
- Krzyż Komandorski Orderu Odrodzenia Polski (1969)[1]
- Krzyż Oficerski Orderu Odrodzenia Polski (1964)
- Krzyż Kawalerski Orderu Odrodzenia Polski (1954)
- Srebrny Krzyż Zasługi (1937)
- Medal 10-lecia Polski Ludowej (1954)
- Medal 20-lecia Światowej Rady Pokoju
- Odznaka 1000-lecia Państwa Polskiego (1966)[2]
- Odznaka „Zasłużony Działacz Turystyki” (1961)
- Złota Odznaka Honorowa „Za Zasługi dla Warszawy” (1965)[3]
- Medal „20-lecia Światowej Rady Pokoju” (1969)[4]

## Publikacje
- Problemy ekonomiczne turystyki, „Sport i Turystyka”, Warszawa 1969
- Ekonomika i organizacja turystyki i wypoczynku, Polskie Towarzystwo Ekonomiczne, Kraków 1969
- Lecznictwo i turystyka w uzdrowiskach, Państwowy Zakład Wydawnictw Lekarskich, Warszawa 1964